# Église Saint-Clément de Taüll
L'église Saint-Clément (catalan : església de Sant Climent) est une église romane situé dans le village de  Taüll, sur le territoire de La Vall de Boí, commune de la vallée du même nom et de la comarque de l'Alta Ribagorça dans le nord de la Province de Lérida et de la communauté autonome de Catalogne, en Espagne.

## Historique
Consacrée en 1123, l'église est l'édifice roman le mieux conservé de la Vall de Boí en Catalogne. Le Christ pantocrator qui ornait l'abside principale est devenue l'image emblématique de la peinture romane catalane. 
Comme les églises Saint-Jean de Boí, Sainte-Eulalie d'Erill la Vall Sainte-Marie de Taüll et la seconde église romane du village de Taüll, Sainte-Marie, Saint-Clément de Taüll fait partie d'une première vague de construction d'églises romanes dans la Vall de Boí.
L'église se trouve le long de la route qui mène de Boí au centre du village de Taüll. Au Moyen Âge, la situation était différente : le chemin de Boí menait directement au centre du village où se trouve l'église Sainte-Marie et se dirigeait ensuite vers Saint-Clément. L'histoire des deux églises de Taüll est liée : Saint-Clément a été consacrée le 10 décembre 1123 par Ramon Guillem de Roda, évêque de Barbastro, un jour avant Santa Maria, comme en témoignait jadis une inscription sur un pilier de l'église, actuellement conservée au Musée national d'Art de Catalogne (MNAC) à Barcelone : 
« ANNO AB INCARNACIONE
DNI: M: C: XX: III: III: IDUS: DBR
VENIT RAIMVNDUS EPC BARBASTRE
NSIS CONSECRAVIT HAC ECLESIA IN HONORE
SANCTI CLEMENTIS MARTIRIS ET PONENS RELIQUIAS
IN ALTARE SANCTI CORNELLI EPISCOPI ET MARTIRIS. »
« L'année de l'Incarnation
du Seigneur 1123, le 10 décembre
vint Ramon, évêque de Barbastro
consacra cette église en l'honneur
de Saint Clément le martyr et a placé des reliques
sur l'autel de saint Corneille, évêque et martyr. »
En novembre 2000, Saint-Clément est inscrite sur la liste du patrimoine mondial de l'Unesco avec huit autres églises romanes de la Vall de Boí.

## Architecture
C'est un édifice formé de trois nefs, terminées chacune par une abside semi-circulaire. Son élément architectural le plus caractéristique est le clocher élancé, dont les six étages n'ont jamais subi de modification. Chaque étage est décoré d'arcatures lombardes surmontées d'une frise de dents d'engrenage. Il se distingue également par la variété de ses fenêtres : selon les étages, simples, à double ou à triple arcade.

Plan de l'église
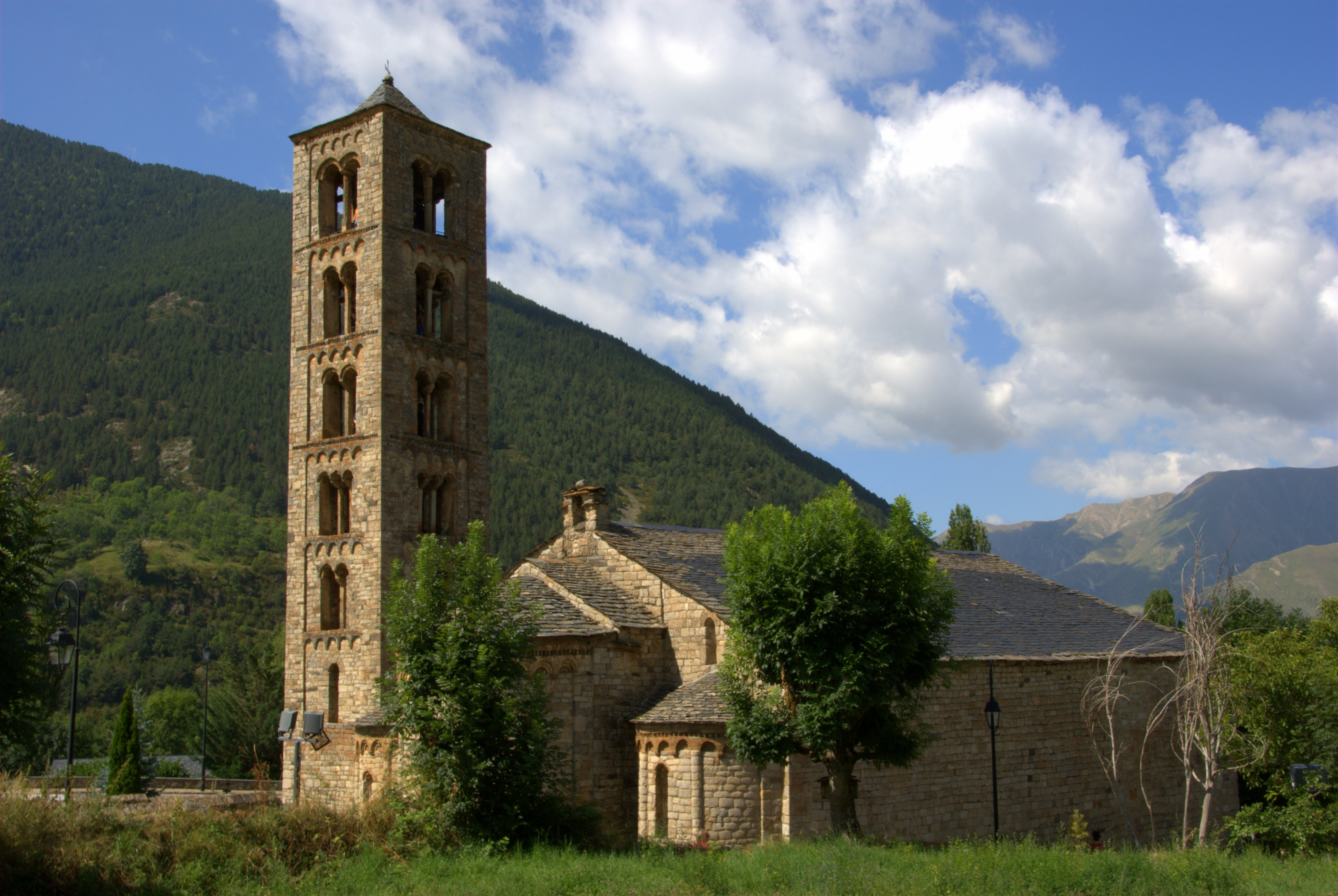
Vue générale
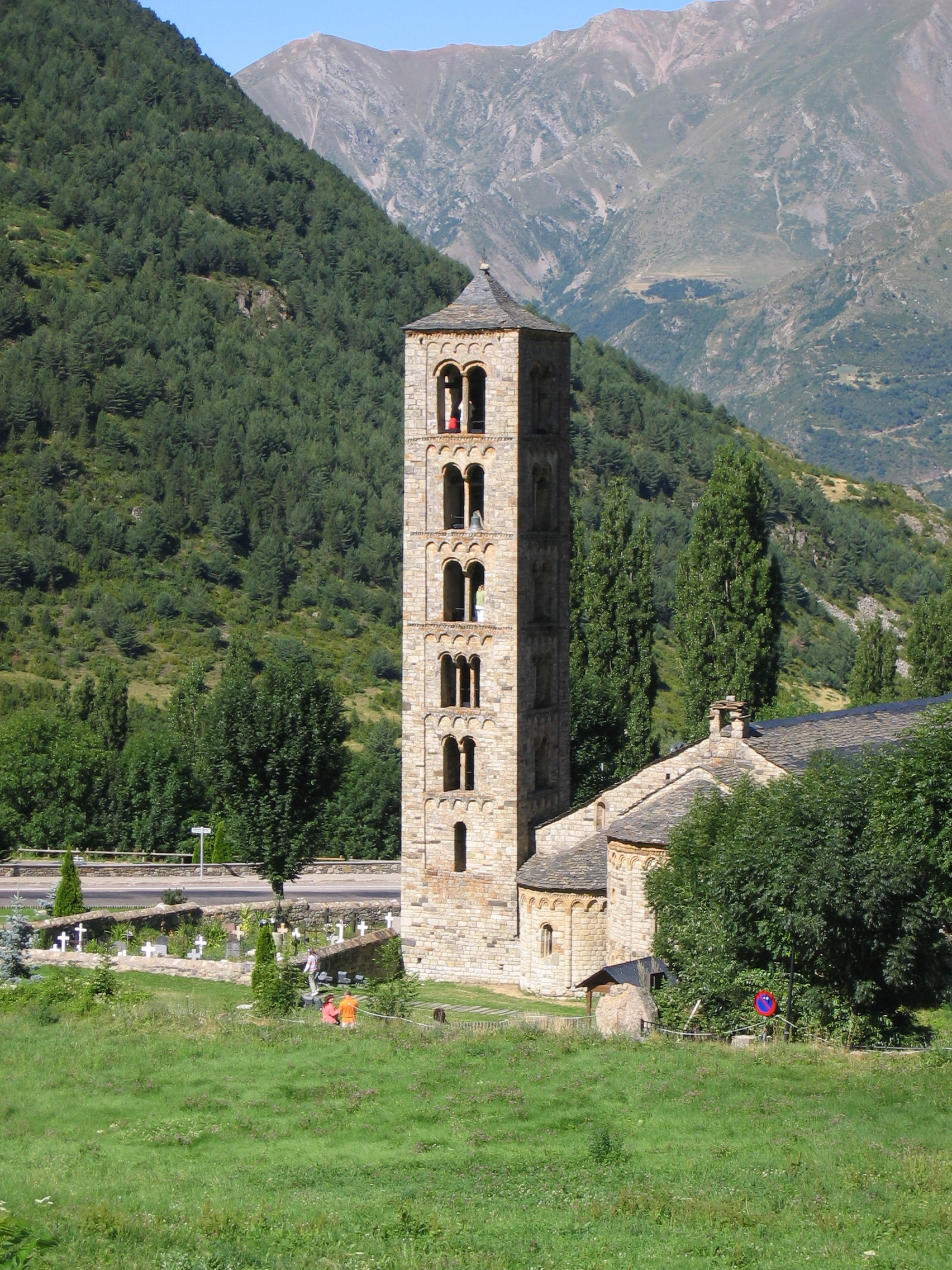
Vue vers le clocher et le chevet
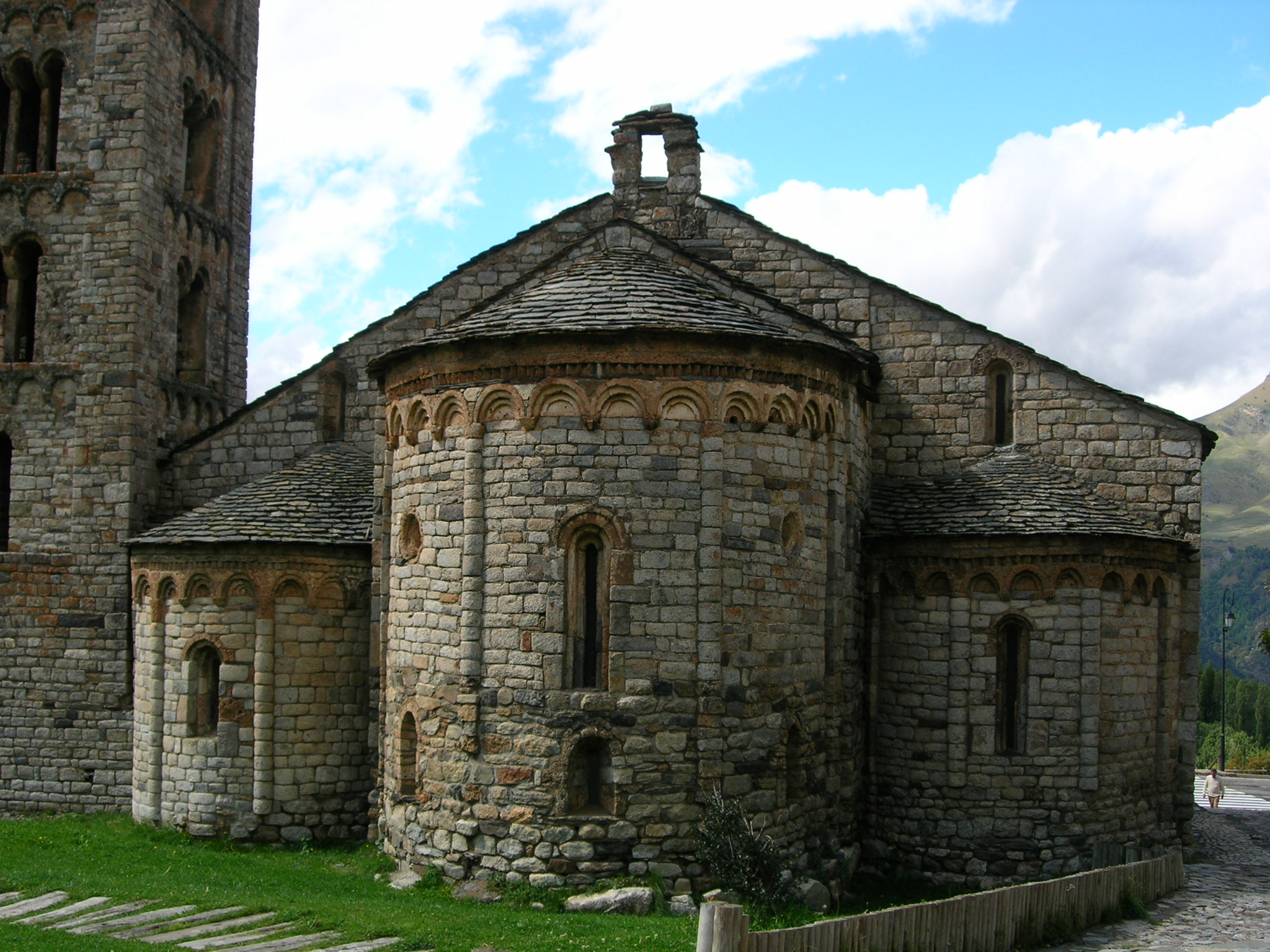
Abside principale flanquée de deux absidioles
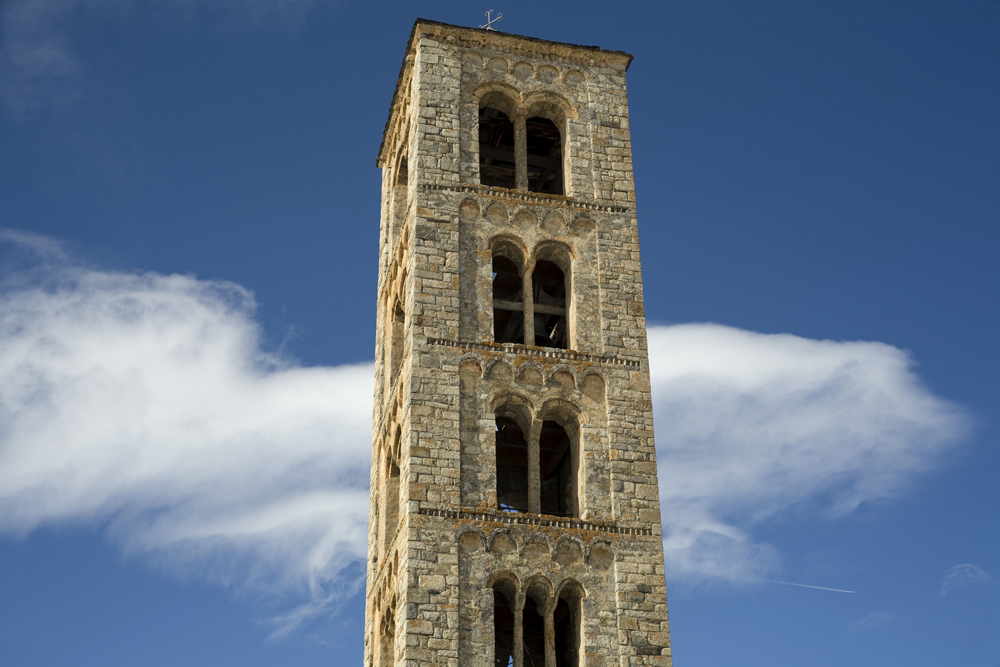
Étages supérieurs du clocher
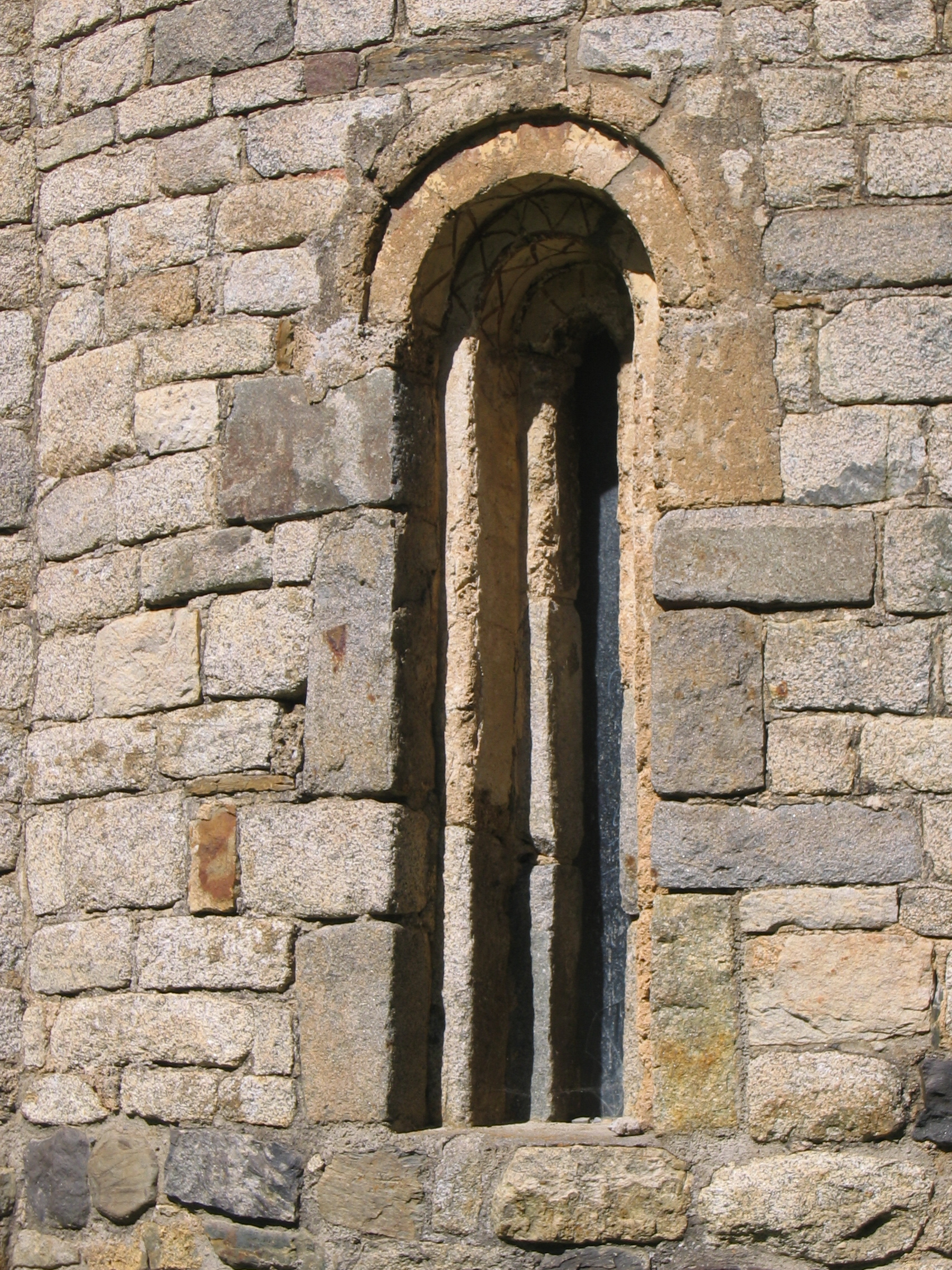
Fenêtre à double embrasure de l'abside
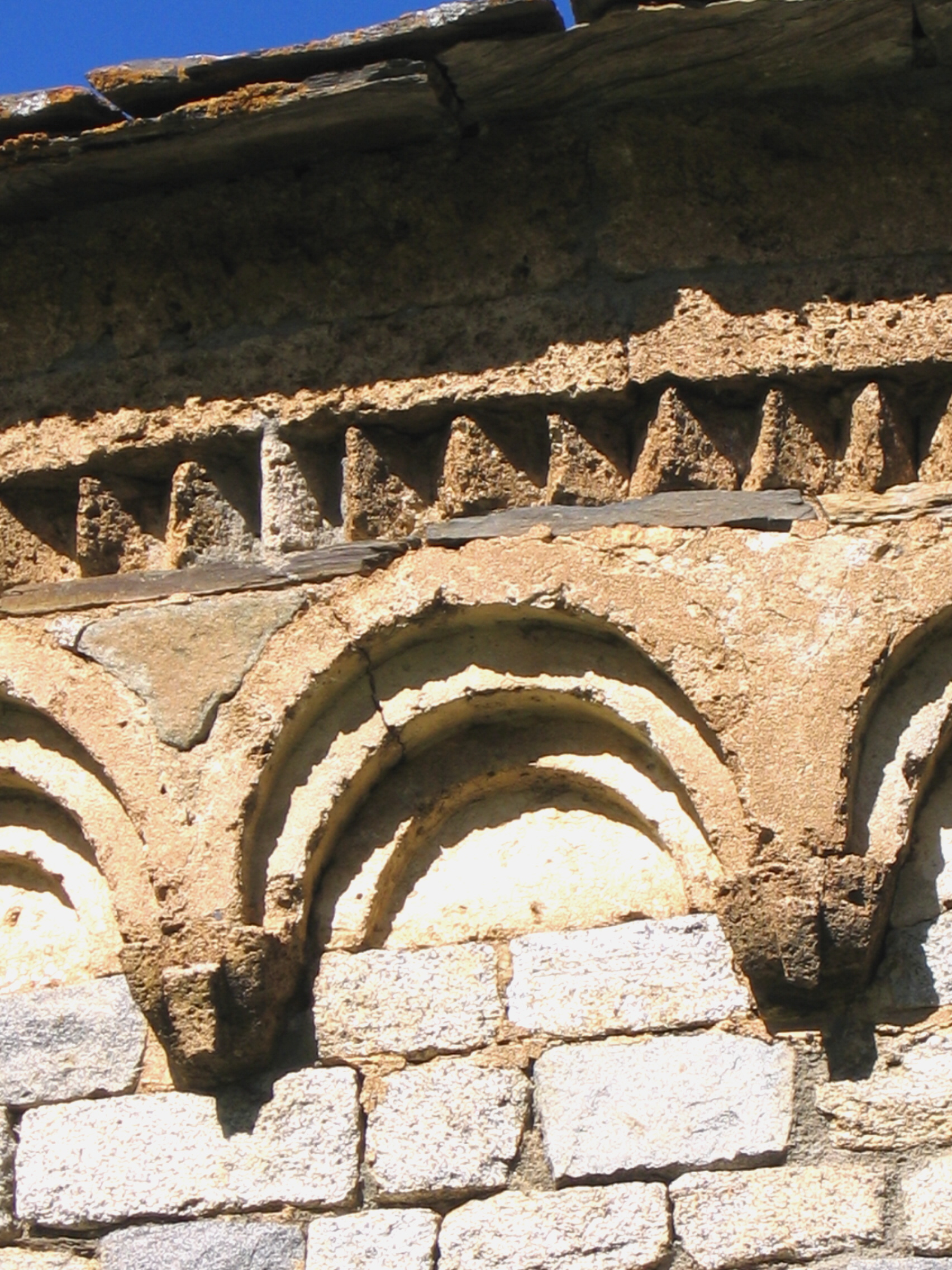
Décoration lombarde

## Fresques
Une œuvre majeure de la peinture romane ornait l'abside principale de l'église : un ensemble magistral autour d'un Christ pantocrator dû au maître de Taüll. Il a été découpé en 1919 au moyen d'une technique connue sous le nom de « strappo », parce que l'on craignait que ces peintures — comme beaucoup d'autres dans les Pyrénées espagnoles — ne soient vendues et expédiées à l'étranger. Comme l'inscription mentionnée ci-dessus, elles sont conservées au MNAC à Barcelone, dans une salle qui reproduit l'intérieur de l'église où elles sont exposées à leur emplacement original. Une copie se trouve à présent dans l'église. Le Christ, inscrit dans une mandorle, est assis sur un arc représentant les Cieux. Ses pieds reposent sur la Terre. De sa main droite il fait un geste de bénédiction. Sa main gauche tient un livre ouvert, où l'on peut lire la phrase « EGO SUM LUX MUNDI » (Je suis la lumière du monde), tirée de l'Évangile selon Jean. Les lettres alpha et oméga (première et dernière lettre de l'alphabet grec), qui figurent sur les côtés, indiquent qu'il est le début et la fin de toutes choses. Autour de la mandorle se déploie une version quelque peu inhabituelle du Tétramorphe. En bas, à la droite du Christ, deux cercles contiennent, l'un un ange, l'autre le lion symbole de l'apôtre Marc. À sa droite un autre ange, accompagné du taureau, symbole de l'apôtre Luc. En haut à droite, l'homme ailé symbolise l'apôtre Matthieu, tandis qu'à la gauche du Christ un ange tient l'aigle, symbole de Jean. À chaque extrémité de la composition figure un ange, dont les ailes parsemées d'yeux symbolisent la Révélation. En dessous, de chaque côté de la fenêtre axiale, se tiennent une série de personnages inscrits sous une galerie d'arcades : d'un côté la Vierge Marie et les apôtres Barthélémy et Thomas, de l'autre Jean, Jacques et quelques traces du nom de Philippe.

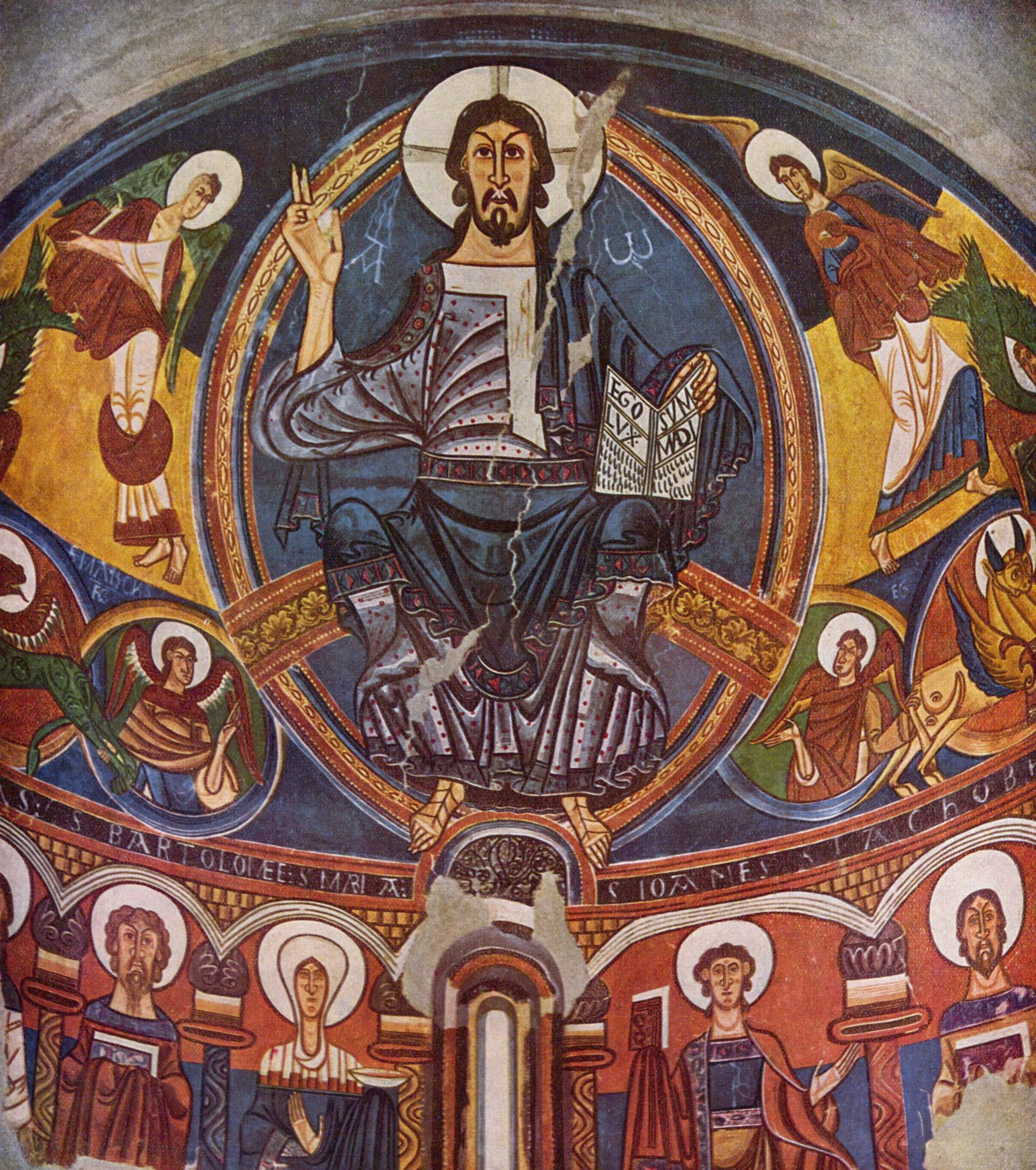
Original au Musée national d'art de Catalogne.
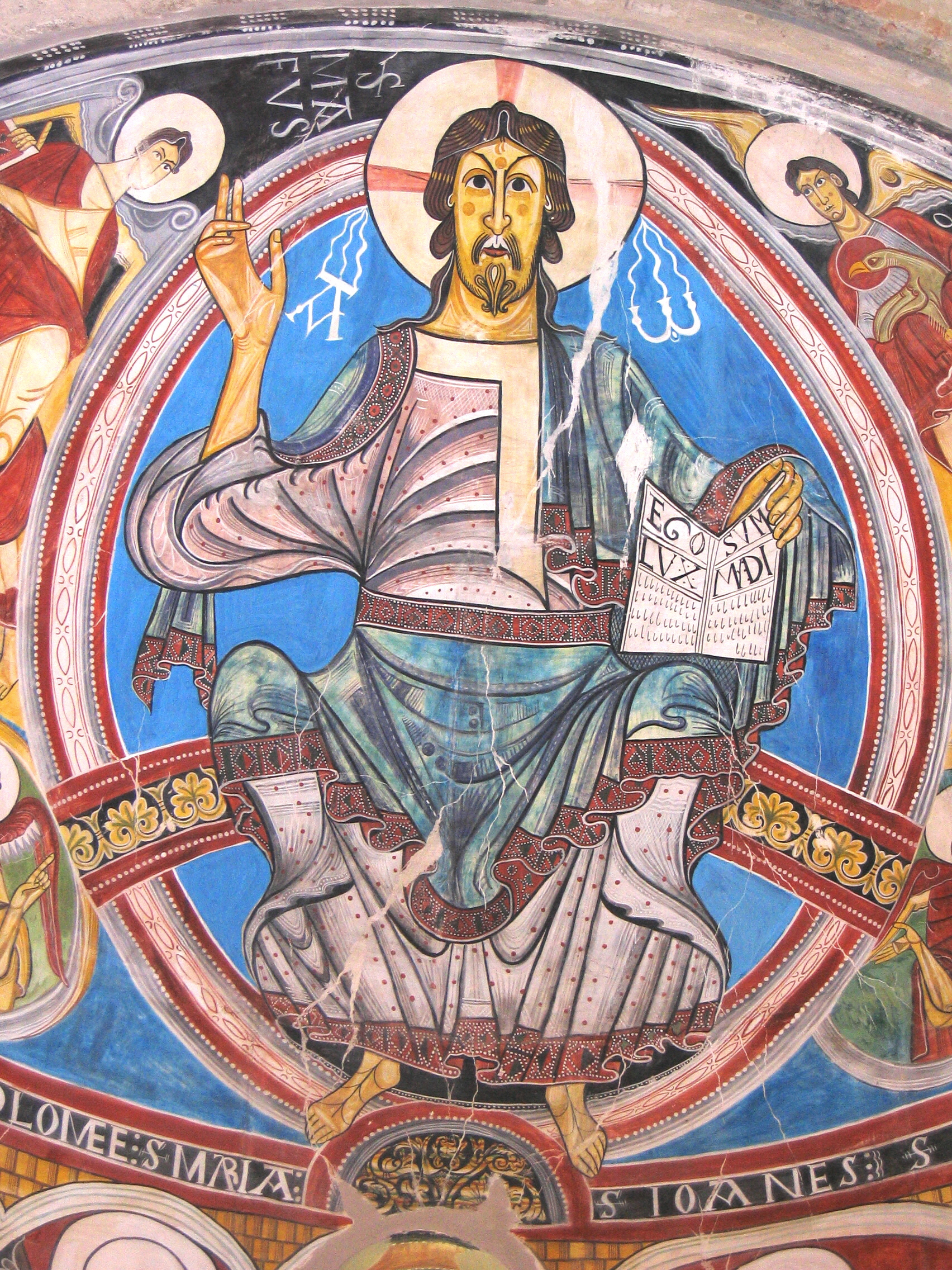
Abside principale : Christ Pantocrator dans une mandorle (copie)
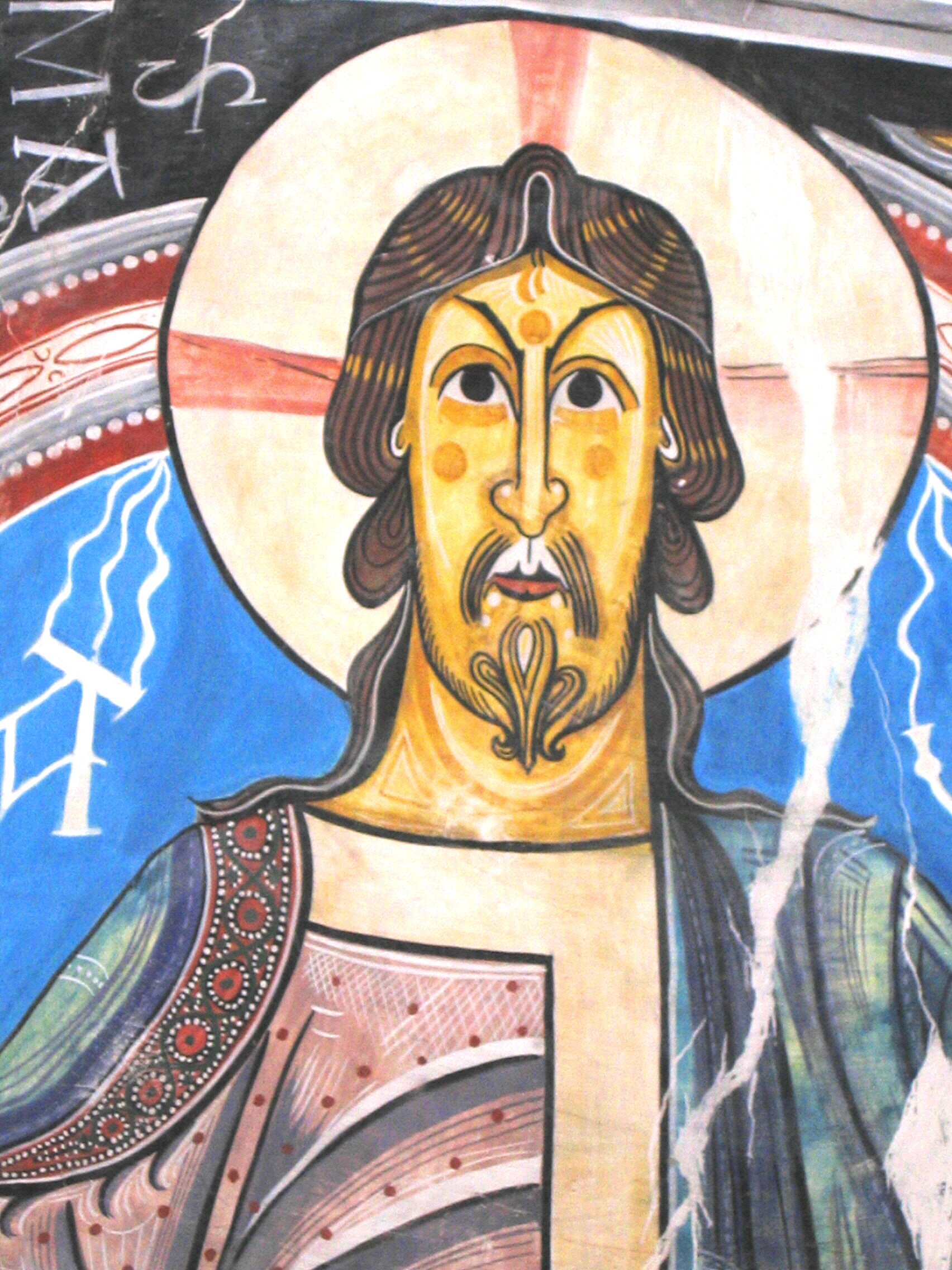
Visage du Christ (copie)
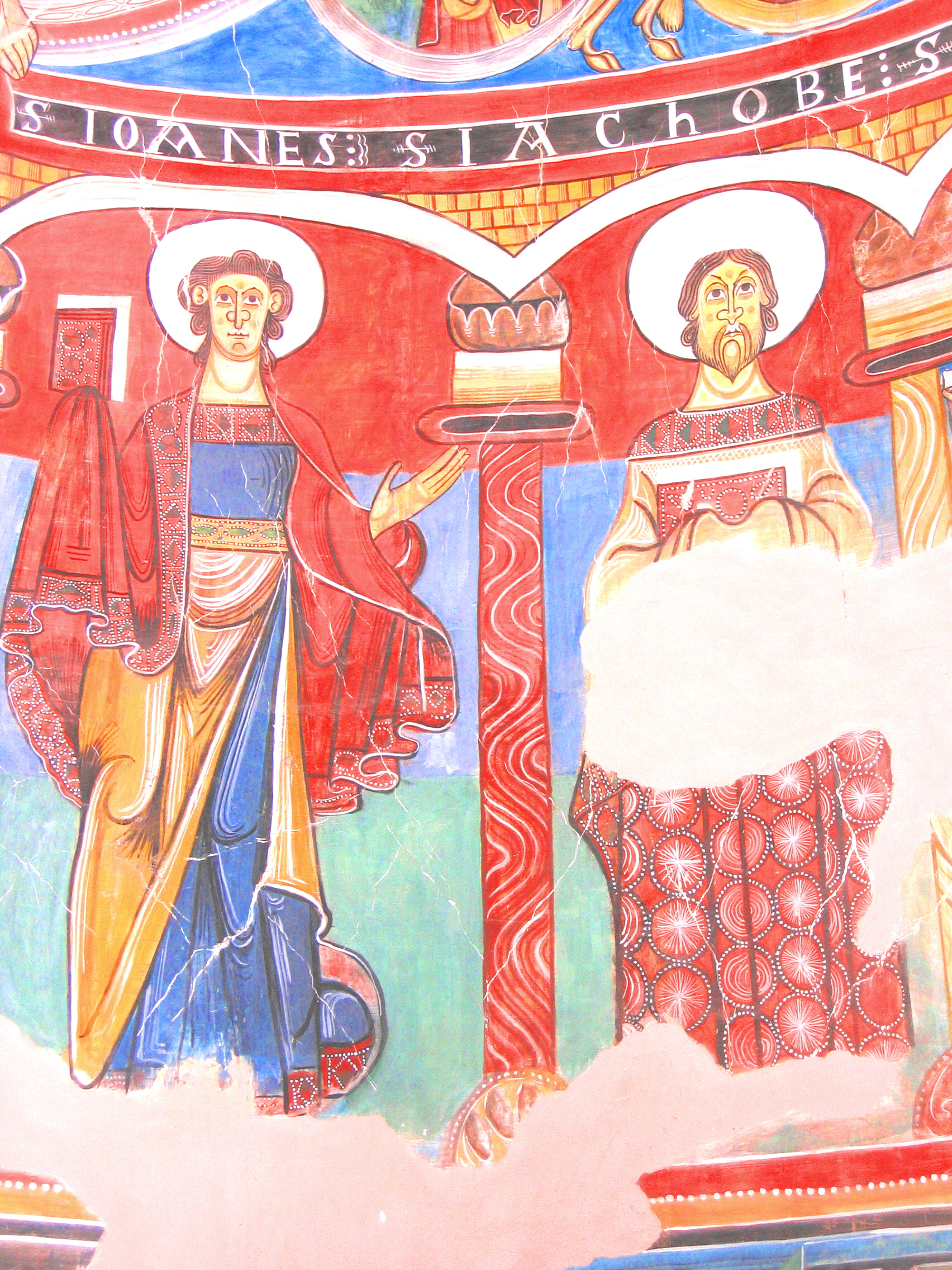
Les apôtres Jean et Jacques sous une galerie d'arcades (copie)
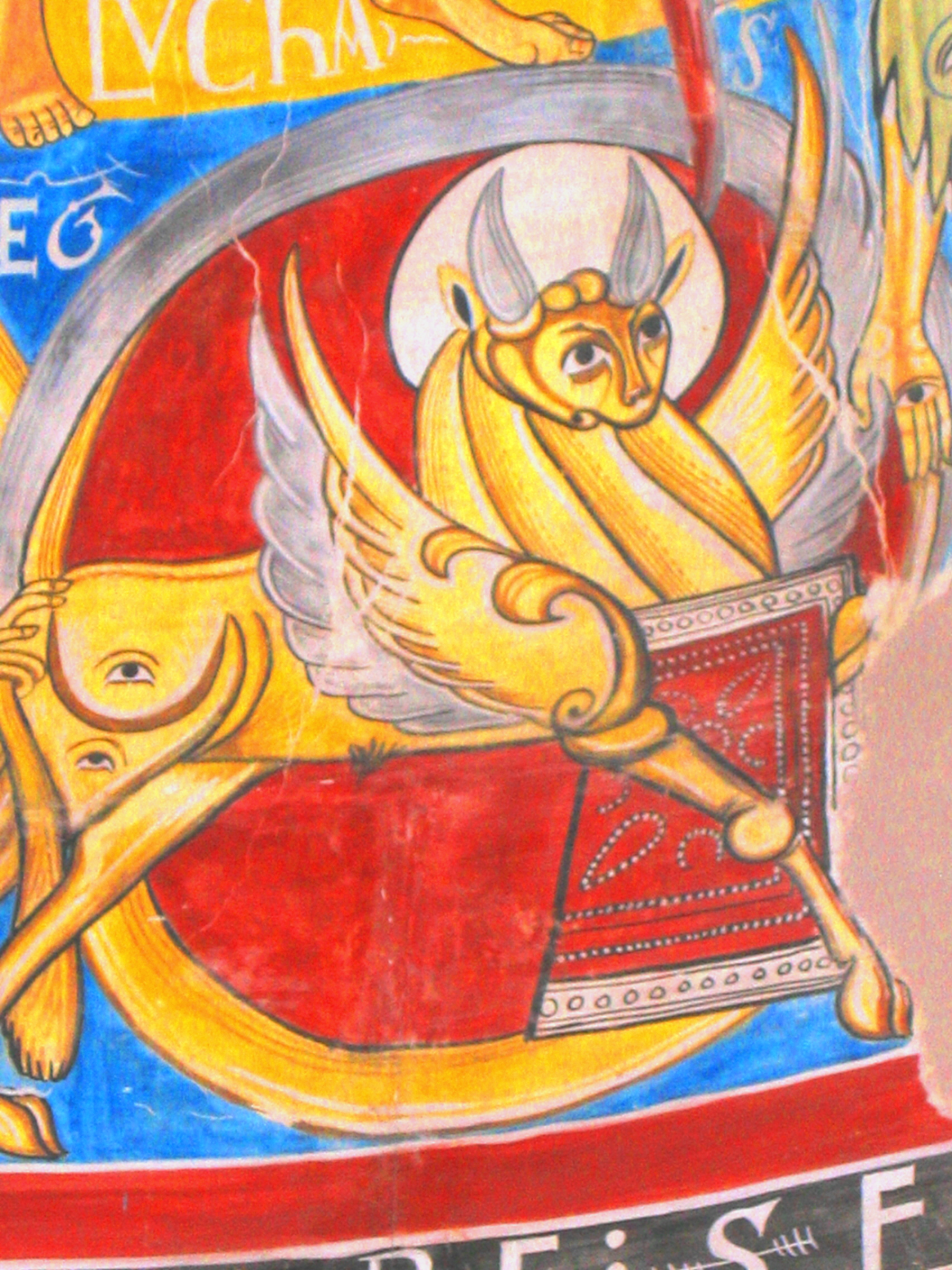
Détail du Tétramorphe : le Taureau symbolisant l'apôtre Luc (copie)
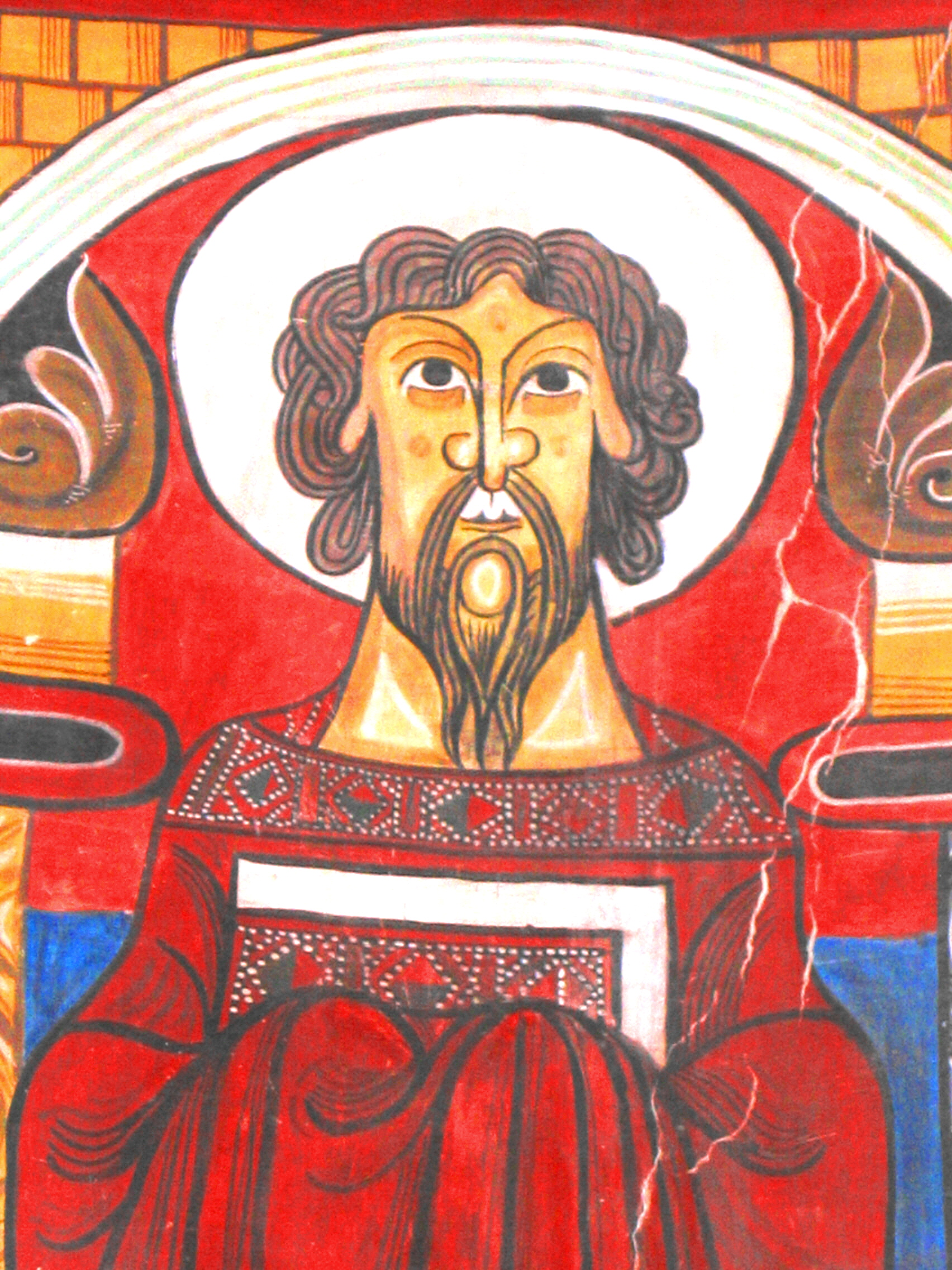
Détail de l'apôtre Barthélémy (copie)
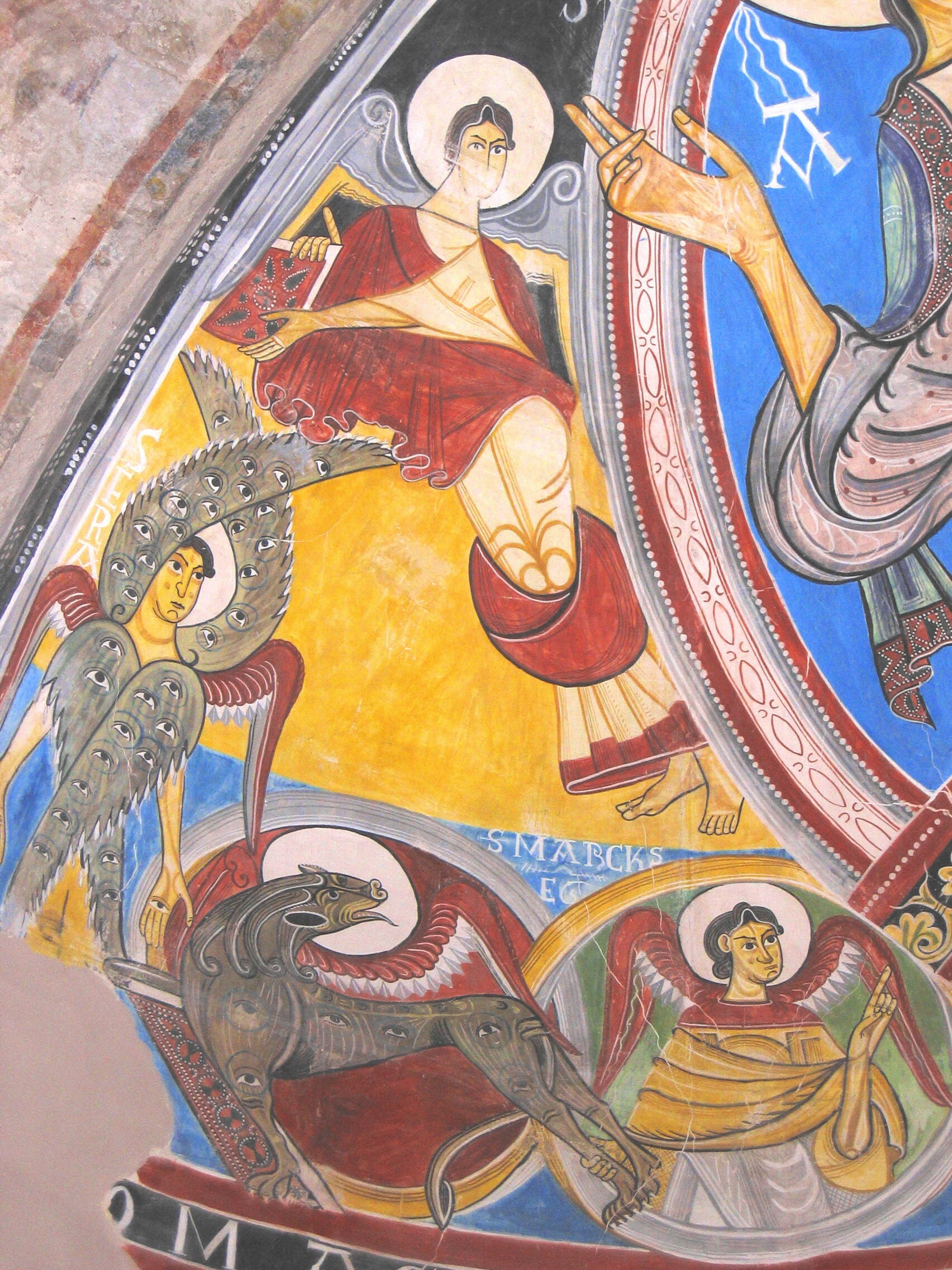
Détail du Tétramorphe : l'Homme symbolisant l'apôtre Mathieu, un ange aux ailes parsemées d'yeux ainsi qu'un autre ange à côté du Lion de l'apôtre Marc (copie)